# Repaglinid
Repagliníd je peroralno antidiabetično zdravilo (zdravilo za zdravljenje sladkorne bolezni) iz skupine meglitinidov. Podjetje Novo Nordisk ga trži pod različnimi imeni: Prandin v Združenih državah Amerike, Gluconorm v Kanadi, Surepost na Japonskem, Repaglinide v Egiptu in NovoNorm drugje po svetu, vključno s Slovenijo. Na trgu so tudi generična zdravila.
Repaglinid se v zdravljenju sladkorne bolezni tipa 2 uporablja v kombinaciji z ustrezno prehrano in telesno dejavnostjo. Uporablja se peroralno (skozi usta). Mehanizem delovanja temelji na povečanju sproščanje inzulina iz celic beta trebušne slinavke. Kot druga protisladkorna zdravila tudi repaglinid povzroča neželene učinke. Zlasti zaskrbljujoč je možen pojav hipoglikemije (pretiranega padca koncentracije krvnega sladkorja).

## Medicinska uporaba
Repaglinid je peroralno zdravilo, ki se v kombinaciji z ustrezno prehrano in telesno dejavnostjo uporablja za nadzor krvnega sladkorja pri sladkorni bolezni tipa 2. Repaglinid se uporablja tudi v kombinaciji z metforminom pri bolnikih s sladkorno boleznijo tipa 2, pri katerih krbni sladkor ni zadostno urejen samo z metforminom. Repaglinid je treba zaužiti pred glavnimi obroki. Ustrezni odmerek mora določiti zdravnik glede na bolnikove potrebe; priporočeni začetni odmerek je 0,5 mg, ki se nato prilagaja glede na bolnikov odziv. Skupni največji dnevni odmerek ne sme preseči 16 mg.

## Neželeni učinki
Kot druga protisladkorna zdravila tudi repaglinid povzroča neželene učinke. Zlasti zaskrbljujoč je možen pojav hipoglikemije (pretiranega padca koncentracije krvnega sladkorja). Vendar pa povzroča hipoglikemijo manj pogosto kot sulfonilsečnine.
Med neželene učinke med drugim spadajo:
- presnovno neželeni učinki
  - hipoglikemija (31 %)
- neželeni učinki na dihala
  - okužbe zgornjih dihal (16 %)
  - sinuzitis (6 %)
  - rinitis (3 %)
- prebavni neželeni učinki
  - slabost (5 %)
  - driska (5 %)
  - zaprtje (3 %)
  - bruhanje (3%)
- neželeni učinki na mišice in kosto
  - bolečine v sklepih (6 %)
  - bolečine v hrbtu (5 %)
- drugi neželeni učinki
  - glavobol (11 %)
  - parestezije (3 %) ...

## Kontraindikacije
Repaglinid je kontraindiciran pri:
- bolnikih s preobčutljivostjo za repaglinid ali katerokoli pomožno snov v zdravilu
- bolnikih s sladkorno boleznijo tipa 1
- bolnikih z diabetično ketoacidozo s komo ali brez nje
- nosečnicah in doječih materah
- otrocih, mlajših od 12 let
- bolnikih s hudo moteno delovanje jeter
- sočasni uporabi gemfibrozila (zaradi součinkovanja zdravil)

## Mehanizem delovanja
Repaglinid spada med meglitinide, ki delujejo tako, da povečajo sproščanje inzulina iz celic beta trebušne slinavke. Repaglinid v membrani celic beta zapre od ATP odvisne kalijeve kanalčke, in sicer prek tarčne beljakovine, ki je druga kot pri ostalih sekretagogih (tj, protisladkornih zdravilih, ki povečajo sproščanje inzulina iz trebušne slinavke). To depolarizira celico beta in povzroči odprtje kalcijevih kanalčkov. Vtok kalcija v celice se posledično zveča in to sproži izločanje inzulina iz celic beta. Ta učinek je odvisen od obstoja delujočih celic beta v pankreatičnih otočkih.